# Œuvre Nationale de Secours Grande-Duchesse Charlotte

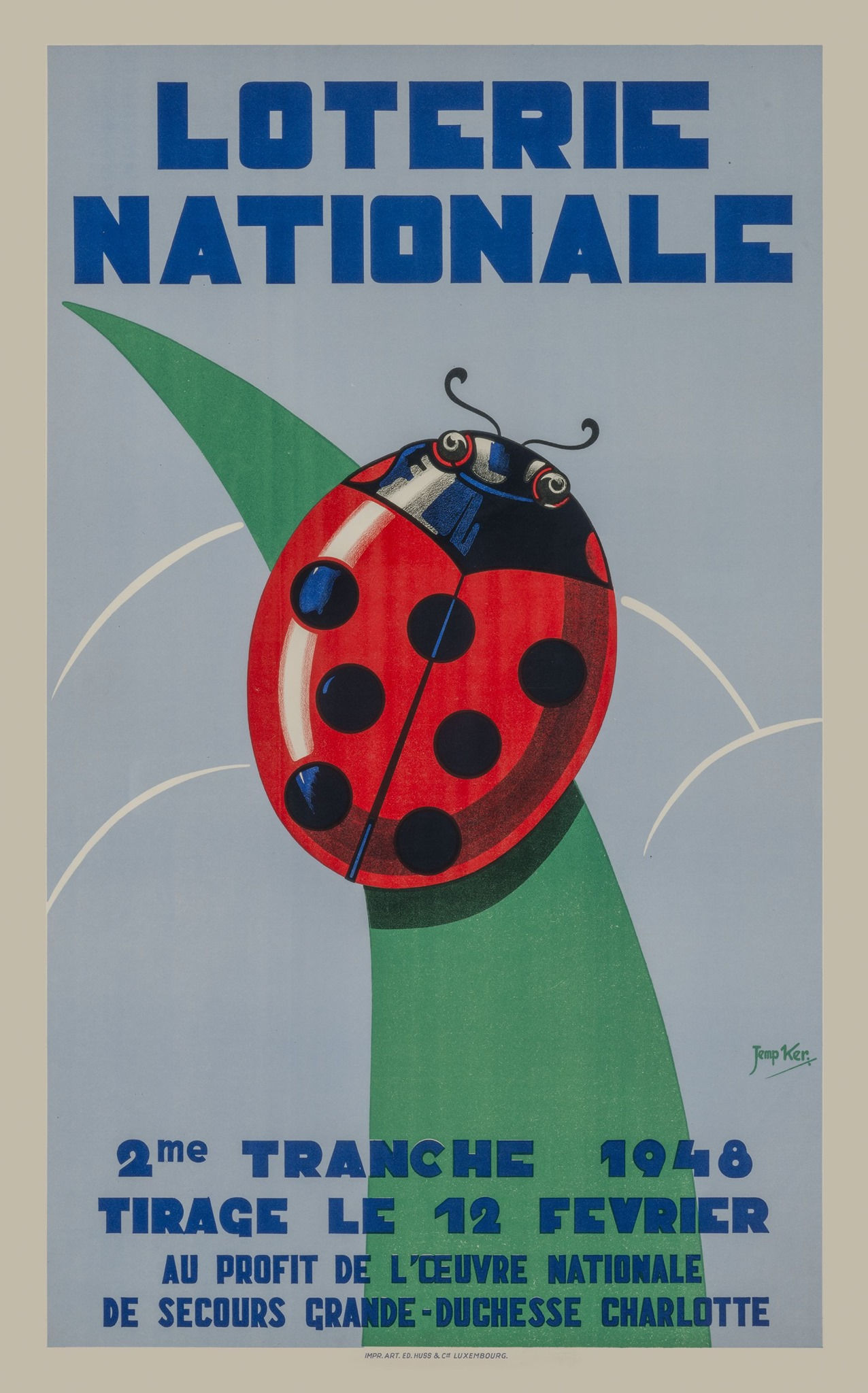
Poster voor de Nationale Loterij (Jemp Ker, 1948)

Het Œuvre Nationale de Secours Grande-Duchesse Charlotte is een Luxemburgse publieke instelling (établissement public). De organisatie organiseert de Nationale Loterij.

## Geschiedenis
Het Œuvre werd op 25 december 1944 door groothertogin Charlotte van Luxemburg vanuit Londen gesticht als nationale hulporganisatie om Luxemburgse oorlogsslachtoffers te hulp te komen in alle gevallen waarin voldoende hulp van de overheid nog niet is georganiseerd of niet is geïndiceerd. Men wilde voor dit doel met het organiseren van loterijen, collectes en verkopen inkomsten genereren. Op 23 januari 1945, de nationale feestdag van Luxemburg, werden de Luxemburgers gevraagd één dagsalaris te doneren. Om een meer geregelde bron van inkomsten te krijgen werd in juli 1945 bij groothertogelijk besluit de Nationale Loterij van Luxemburg opgericht. 

## Missie
De missie van het Œuvre is:
1. Luxemburgers die het slachtoffer zijn geworden van de oorlog 1940-1945 te hulp komen;
2. het ondersteunen van organisaties die werkzaam zijn op sociaal gebied met het oog op het bereiken van de doelstellingen die door deze organisaties in hun statuten zijn vastgelegd;
3. organisaties te steunen die op nationaal niveau werkzaam zijn op het gebied van cultuur, sport en milieubescherming;
4. bij te dragen in de kosten van de gemeentelijke sociale diensten en het Nationaal Solidariteitsfonds binnen de grenzen die bij groothertogelijke verordening worden vastgesteld;
5. de organisatie en het beheer van de Nationale Loterij.

Tot de vaste begunstigden behoren onder meer het Luxemburgse Rode Kruis, Caritas Luxembourg, het Luxemburgs Olympisch en Sportcomité (COSL) en het nationaal cultuurfonds (Focuna). Het Œuvre kent daarnaast onder andere de stART-up toe, een beurs voor Luxemburgse kunstenaars.

## Bestuur
Het Œuvre wordt bestuurd door een bestuur van minimaal acht en maximaal 25 leden, die worden benoemd door de premier.